# Сейбл
Остров Сейбл (англ. Sable Island, фр. île de Sable) — небольшой канадский остров, расположенный в северной части Атлантического океана в 180 км к юго-востоку от Новой Шотландии.
На острове живёт пять человек постоянного населения — персонал метеорологической станции.

## Этимология
Значение современного названия острова в написании латиницей (Sable) имеет несколько вариантов:
- В переводе с английского sable означает чёрный, траурный цвет
- В переводе с французского sable означает песок
- В переводе с испанского sable означает сабля

Возможен также вариант, что первоначально остров назывался Sabre (сабля), но в дальнейшем вследствие ошибки неизвестного картографа за островом сохранилось название с буквой «l» вместо буквы «r».

## География

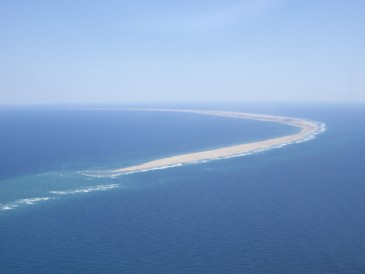
Остров Сейбл

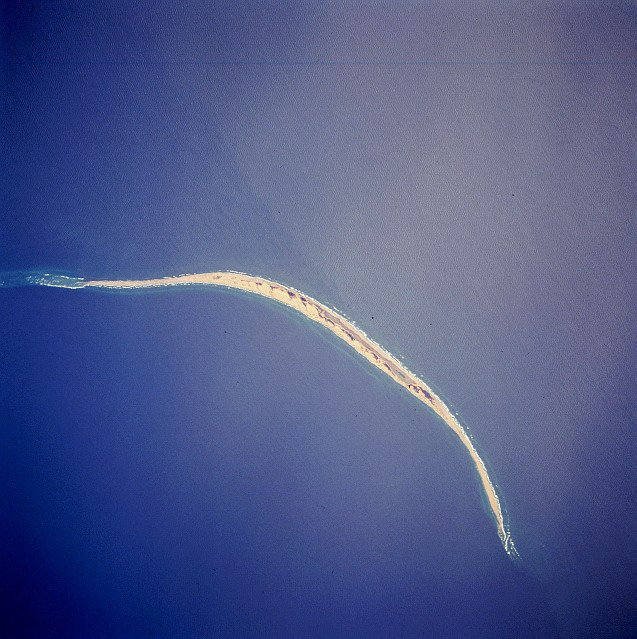
Остров Сейбл на снимке со Спейс шаттла (апрель 1994)

Имеет форму полумесяца, длиной в 42 км и шириной всего не более 1,5 км в самой широкой части.
Растительность острова представляет собой траву и другие низкорослые растения. Попытки посадить деревья не удались, все они погибли. Остров известен своей популяцией одичавших лошадей, около 300 голов (в конце XVIII века они были завезены акадийцами), в 1960 году они попали под защиту государства. Также на острове находится крупнейшая колония тюленей-тевяков. Остров является заповедником, поэтому его посещение возможно только после получения разрешения.

## Интересные факты
Остров знаменит как «Северное кладбище Атлантики» (наряду с «Южным Кладбищем Атлантики» в районе мыса Хаттерас), так как только после 1800 года около него было зарегистрировано около 350 кораблекрушений. Навигация в прибрежных водах острова осложнена наличием двух встречных течений: тёплого Гольфстрима и холодного Лабрадорского течения, порождающих водовороты. Также благодаря этим течениям остров движется со скоростью 200 м/год, что тоже может быть причиной навигационных ошибок. Выяснить его точное топографическое нахождение подвластно лишь спутникам. За последнее столетие наблюдений остров «переехал» на 20 км на восток.
С 1920 года только два человека родились на острове Сейбл.
Лошади острова были изображены на канадских марках и монетах 2005 года.

## Остров Сейбл в культуре
На острове Сейбл разворачиваются основные действия повести Ю. Иванова «Девочка с острова Сейбл».
Жительница острова Жаклин Миллс в 2022 году сняла про животный мир острова документальный фильм «Географии одиночества».

## См. также

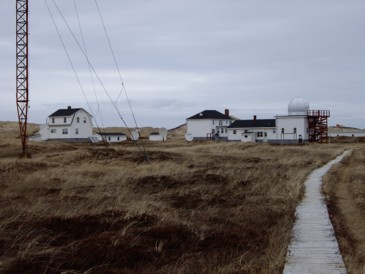
Станция на острове Сейбл